# Relations entre l'Inde et l'Union européenne
Les relations entre l'Union européenne et l'Inde furent établies dans les années 1960. L'accord de coopération UE-Inde de 1994 constitue toujours en 2021 le cadre juridique de coopération politique, économique et sectorielle entre l'Inde et l'Union européenne. Sous l'impulsion des sommets annuels qui se tiennent depuis 2000, les relations se sont développées à un niveau d'ambition plus élevé, notamment sur le plan politique, dans le cadre du partenariat stratégique instauré en 2004.
Sur le plan commercial, l’Inde est le dixième partenaire commercial de l’UE, représentant 1,8 % du commerce total de marchandises de l’UE en 2020. Les négociations relatives à un vaste accord de libre-échange UE-Inde initiées en 2006, dans l'impasse depuis 2013, sont relancées en 2021.

## Cadre général

### Cadre institutionnel
Les relations diplomatiques entre l'Inde et l'Union, instaurées dès 1962, sont parmi les plus anciennes entretenues par les Européens. Le premier accord entre l'Inde et la Communauté, signé le 17 décembre 1973, jette les bases de la coopération entre l'Inde et la Communauté, élargie par l'accord de coopération commerciale et économique signé en juin 1981. De portée plus large, l'accord de coopération UE-Inde de 1994 constitue toujours en 2021 le cadre juridique de coopération politique, économique et sectorielle entre l'Inde et l'Union européenne,.
Les relations entre les deux parties ont considérablement évolué depuis le début des sommets annuels en 2000.
La déclaration officielle du partenariat stratégique entre l'Inde et l'Union européenne de 2004 définit un niveau d'ambition plus élevé au développement de leurs relations,,.
En 2018, l'UE présente une vision révisée de sa stratégie visant à renforcer la coopération et le partenariat avec l'Inde,.

### Domaines couverts par le partenariat stratégique
Le partenariat politique est rapidement devenu prioritaire en raison de l'évolution du contexte international dans les années 2010. Lors du 12e sommet UE-Inde qui s'est tenu à New Delhi le 10 février 2012, l'accent a été mis sur le renforcement de la coopération bilatérale dans les domaines de la sécurité (en particulier la lutte contre le terrorisme, la piraterie et les cyberterroristes). Plus récemment, l'ambition affichée est de développer une alliance stratégique pour la promotion d'une approche multilatérale effective en vue d'assurer la stabilité en Asie du Sud. En pratique, les domaines de coopération identifiés sont : la réforme des Nations unies, l'harmonisation des positions au niveau de la préparation, de la négociation et de la mise en œuvre des grandes conventions et conférences multilatérales (sur la sécurité, le commerce, l'environnement, le développement et les droits de l'homme), la prévention des conflits, la non-prolifération des armes de destruction massive, la lutte contre le terrorisme et la criminalité organisée.
Sur le plan économique, l'objectif général de développer les échanges commerciaux en s'appuyant sur les leviers suivants : la mise en œuvre de réglementations facilitant le commerce et les investissements, le lancement d'initiatives contribuant à la résolution des défis environnementaux majeurs auxquels l'Inde fait face, la coopération dans des secteurs essentiels : le numérique, les transports, l'énergie, les biotechnologies.

Sur le plan du développement, l'Union est engagée à apporter son aide pour lutter contre la pauvreté et améliorer les indicateurs de développement humain.

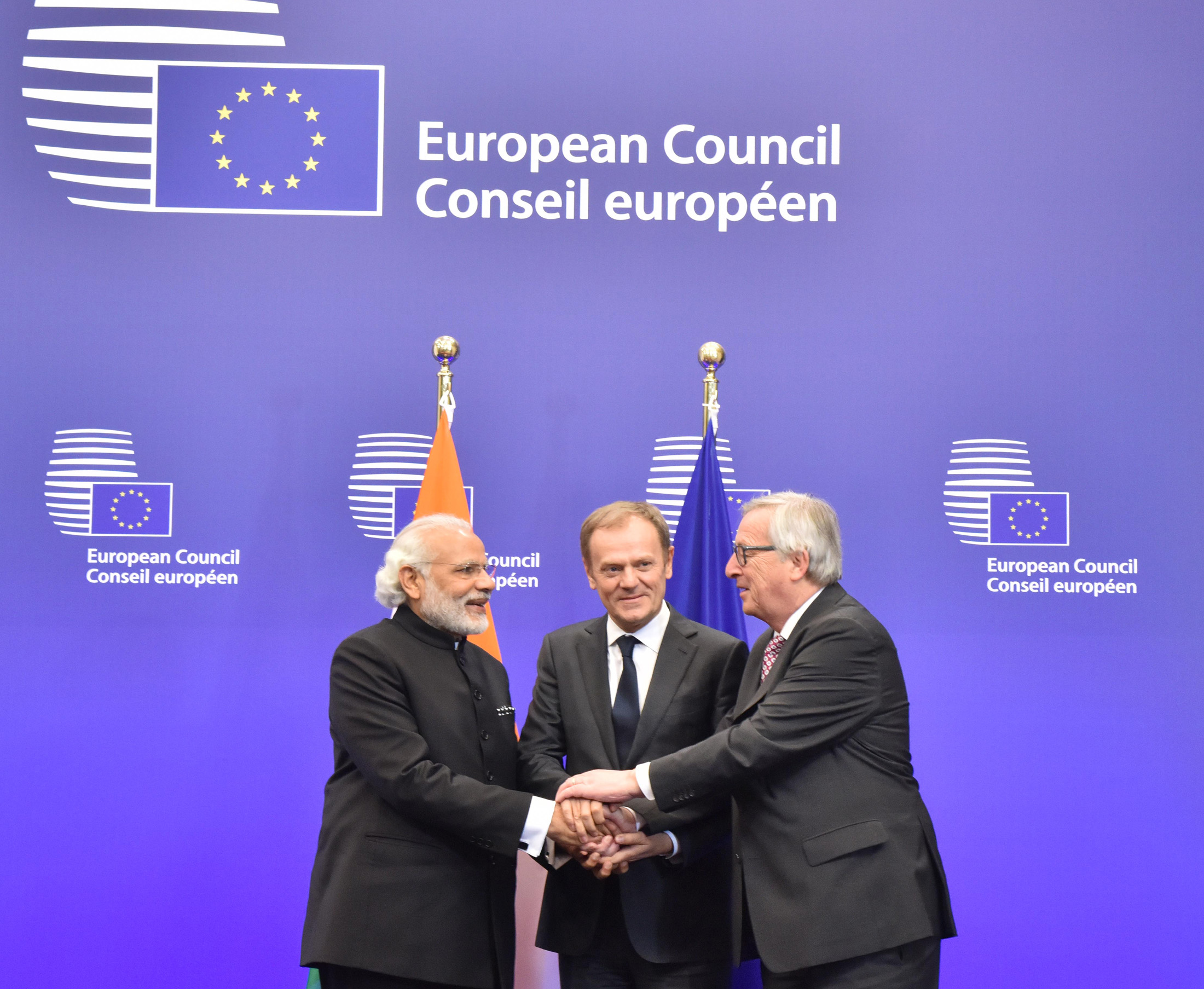
Le Premier ministre indien, Narendra Modi, avec le président du Conseil européen, Donald Tusk, et le président de la Commission européenne Jean-Claude Juncker, lors du sommet UE-Inde 2016.

### Relance des relations en 2020 et 2021
Le 15e sommet du 15 juillet 2020 et le 16e sommet du 8 mai 2021 marquent une nette relance des relations entre l'Inde et l'UE, résultant de la convergence croissante des intérêts des deux parties dans le contexte de l'émergence de la Chine comme la principale puissance rivale.
En juillet 2020, l'UE et l'Inde adoptent une feuille de route à l'horizon 2025 de développement de leur partenariat stratégique.
Les Vingt-Sept participent au sommet du 8 mai qui décide de la reprise des négociations relatives à un accord de libre-échange interrompues depuis 2013.

## Relations politiques
L'Inde et l'Union européenne réaffirment la convergence de leurs intérêts en matière de sécurité et de développement durable. Elles se présentent comme étant les « deux plus grandes démocraties dans le monde » et postulent leur attachement au multilatéralisme dans un monde multipolaire,. Cette posture fait écho en creux à l'accroissement des tensions internationales dont l'Inde et l'Union font porter la responsabilité aux régimes autoritaires de la Chine et de l'Inde. Le Haut représentant de l'Union pour les affaires étrangères et la politique de sécurité, Josep Borrell explique que « l’Inde a choisi d’investir davantage dans sa relation avec l’UE à cause de la Chine et du Brexit qui oblige New Delhi à ne plus considérer Londres comme son unique entrée dans l’UE ».

## Relations économiques
Les relations commerciales entre l'UE et l'Inde sont freinées par les barrières règlementaires et tarifaires parmi les plus grandes au monde qui continuent d'exister en Inde. Pourtant les deux parties décident lors du septième sommet en 2006 à Helsinki de lancer les négociations sur un vaste accord de libre-échange et d'investissement. Mais ces négociations UE-Inde sont dans l'impasse depuis 2013. Les deux parties décident de les relancer en mai 2021 lors de leur sommet de Porto,.

### Relations commerciales
Pour des raisons techniques, il est temporairement impossible d'afficher le graphique qui aurait dû être présenté ici.

Selon les données publiées par la Commission européenne, l'UE est en 2020 le troisième partenaire commercial de l'Inde, avec 62,8 milliards d'euros d'échanges de marchandises, soit 11,1 % du commerce total de l'Inde, après la Chine (12%) et les États-Unis (11,7 %). L'UE est la deuxième destination des exportations indiennes (14 % du total) après les États-Unis,.
L’Inde est le dixième partenaire commercial de l’UE, représentant 1,8 % du commerce total de marchandises de l’UE en 2020, loin derrière la Chine (16,1 %), les États-Unis (15,2 %) et le Royaume-Uni (12,2 %),.
La part de l'UE dans les flux d'investissements étrangers en Inde a plus que doublé, passant de 8% à 18% au cours de la dernière décennie, faisant de l'UE le premier investisseur étranger en Inde. Le montant cumulé des investissements directs étrangers de l'UE en Inde s'élevait à 75,8 milliards d'euros en 2019, ce qui est significatif mais bien en deçà des stocks d'investissements étrangers de l'UE en Chine (198,7 milliards d'euros) ou au Brésil (318,9 milliards d'euros). Quelque 6 000 entreprises européennes sont présentes en Inde, créant directement 1,7 million d'emplois et indirectement 5 millions d'emplois dans un large éventail de secteurs.

#### Commerce de textile
En juin 2022, l’UE et l’Inde, les deux plus grandes démocraties du monde, relancent des négociations concernant un potentiel accord commercial bilatéral et conforme à la politique commerciale de l’UE. Ces négociations, débutées en 2007, sont interrompues en 2013 pour revenir au goût du jour de juin 2022 à décembre 2022. Attirée par une stratégie dite « Chine plus un » due notamment aux désaccords géopolitiques que l’UE peut avoir avec la Chine, l’UE essaye de profiter d’une stratégie qui lui permettrait d’accéder à un marché émergeant et intéressant du côté indien, pays en développement. La Chine, qui domine actuellement la production mondiale de textile (13,75% de la production mondiale, contre seulement 3,11% pour l’Inde), n’empêche guère le développement de relations importantes d’importations en UE de produits textiles provenant d’Inde. En effet, il a été montré (Gallina et al., 2020) que plus de 30% des exportations totales indiennes étaient des produits textiles et que 18% des importations de produits indiens en Union Européenne viennent d’Inde, entre 2013 et 2017. D’ailleurs, l’Etat-Membre important le plus de biens en provenance d’Inde en 2017 était l’Allemagne.
Ainsi, l’Inde profite d’un commerce bilatéral avec l’UE puisque cette dernière y exporte majoritairement des équipements de transport, des produits pharmaceutiques ou encore des moteurs de véhicules par exemple. C’est dans une étude menée en 2020 par l’EPRS (European Parliamentary Research Service) intitulée Assessing the potential impact of an EU-India trade agreement, que l’on remarque la portée des flux commerciaux de textiles entre l’Inde et les Etats-membres. Cette étude affirme que les textiles représentent le secteur d’importations le plus important pour l’UE : "Textiles are the sector where imports are expected to increase the most ; this is the most imported sector […]" (page 36). Toujours selon cette étude de l’EPRS, le secteur du textile est le secteur d’importations en UE par excellence, étant la source la plus importante d’importations en UE provenant d’Inde, le deuxième secteur étant le secteur chimique. On peut y lire : "26,26% of the total imports of the EU from India are from the Textiles, Apparel and Leather sector, followed by the Chemicals at 11,23%” (EPRS).
En somme, la coopération Inde-UE dans le commerce international de textile est devenue primordiale et les deux partenaires partagent donc un intérêt commun, basé sur un système de commerce multilatéral, pour lequel l’importation de textile joue un rôle considérable. Il faut tout de même noter l’hétérogénéité du commerce entre l’Inde et chaque Etat-Membre de l’UE, comme par l’exemple l’Allemagne (citée précédemment) qui se démarquait en 2017. Certains défis demeurent tout de même, notamment les barrières tarifaires de l’UE, qui diffèrent en fonction des secteurs, ou bien des défis environnementaux. En important autant de textiles d’Inde, il est légitime de questionner le rôle de l’UE dans sa responsabilité écologique (production textile, transport) et dans sa responsabilité éthique (conditions des travailleurs en Inde, concurrence au marché local de textile des Etats-membres).

### Coopération énergétique
À l'occasion du sommet UE-Inde qui s'est tenu le 29 septembre 2008 à Marseille en France, l'UE et l'Inde se sont mis d'accord afin de renforcer leur partenariat stratégique, notamment en ce qui concerne l'énergie nucléaire et la protection de l'environnement. Le président français Nicolas Sarkozy dans une déclaration de presse commune affirme que « l'UE se félicite de l'Inde, en tant que grand pays, à s'engager dans le développement de l'énergie nucléaire » ajoutant que cette « énergie propre sera utile pour le monde afin de faire face au changement climatique. » Celui-ci déclare également que l'UE et le Premier ministre indien Manmohan Singh se sont engagés à accélérer les pourparlers sur un accord de libre-échange qui devrait être signé d'ici à la fin 2009.
Par ailleurs, l'Inde a contribué au système de positionnement par satellites européen Galileo.